# Сверкер II Шведски
Сверкер II (пре 1167 - 12. јул 1210, замак Нес) је био шведски краљ (1196—1208) из династије Сверкер.
Отац му је био Карл VII Сверкерсон, а деда Сверкер Старији родоначелник династије Сверкер.
Његова владавина, као и владавина његових претходника била је испуњена ратовима, најчешће против Норвешке и Данске, као и бунама. На унутрашњем плану ово раздобље обележио је успон земљопоседничког племства до владајућег положаја .

## Јачање моћи племства
Тада су само племићи вршили војну службу и били ослобођени од опорезивања, док је обичан слободни сељак плаћао намете уместо војне службе. Природно, постојала је тежња да сељаци предају земљу племићима и постану њихови кметови. Иако је Сверкер, као и владари пре и после њега, покушавао да спречи тај процес, племићки поседи су се непрестано повећавали. Развој феудалне класе је био убрзан упознавањем феудалних идеја. Иако феуди нису били наследни, тако да је главни ослонац моћи племства лежао у њиховим алодијалним поседима, они су свакако увећавали могућности одабраних појединаца. Племство се састајало на великим саборима, покушавајући да ограничи моћ краљевима .

## Развој градова и трговине
Од његове владавине почели су у Шведској да ничу градови. Трговина почиње да игра свевећу улогу у животу земље. Али се трговина, углавном, налазила у рукама Немаца и Данаца, од којих се састојао и већи део горњег слоја градског становништва. Шведска је била чисто аграрна земља, и градови у њој нису играли крупну улогу .

## Црква
Мада се Сверкер, као и његови претходници, понекад свирепо сукобљавао са црквом, црквена хијерархија је углавном подржавала његову власт .

### Крсташки ратови
У име хришћанства Сверкер је водио не само политику потчињавања шведског сељаштва, већ и политику спољних освајања. Учествовао је у освајању источних обала Балтичког Мора , такмичећи се с успешнијим  Немцима , који ту са пуно успеха оснивају католичку државу . Његови ударци били су уперени према северу — на Финску и на Неву, тежећи да освоји њено ушће, како би завладао балтичком трговином с Русијом. Финска су племена била побеђена и принуђена да се покрсте . Завршивши освајање Финске , Сверкер је кренуо у походе на Неву. Али, његове освајачке тежње наишле су на одлучан отпор од стране Карелаца и Руса  из Новгорода .

## Феудални систем
Међутим, укупно гледано, изгледа да феудални систем није био доминантан у Шведској. Тамо су постојали племићи који су држали феуде, али је племство као целина своју моћ црпло из алодијалних земаља. Војна служба коју су племићи били дужни да врше и употреба страних титула као што је барон, витез и штитоноша, пружили су лажну феудалну представу друштва које у суштини то није било. Одсуство властеоског система било је још упадљивије. Феудалци и племићи нису имали право суђења, осим ако се не би десило да држе као феуд неку службу у краљевској управи; ипак право суђења било је признато као јавна служба тако да није било везано са поседовање земље. Мада је црква, заједно са племством, уживала право пореског имунитета, прелатски поседи нису имали статус феуда .

## Породично стабло
|  |                        |  |  |  |  |  |  |  |  |  |  |  |  |  |  |  |
|  | 2. Карл VII Сверкерсон |  |  |  |  |  |  |  |  |  |  |  |  |  |  |  |
|  |                        |  |  |  |  |  |  |  |  |  |  |  |  |  |  |  |
|  |                        |  |  |  |  |  |  |  |  |  |  |  |  |  |  |  |
|  | 1. Сверкер II Шведски  |  |  |  |  |  |  |  |  |  |  |  |  |  |  |  |
|  |                        |  |  |  |  |  |  |  |  |  |  |  |  |  |  |  |
|  |                        |  |  |  |  |  |  |  |  |  |  |  |  |  |  |  |
|  | 3. Christina Hvide     |  |  |  |  |  |  |  |  |  |  |  |  |  |  |  |
|  |                        |  |  |  |  |  |  |  |  |  |  |  |  |  |  |  |
|  |                        |  |  |  |  |  |  |  |  |  |  |  |  |  |  |  |